# Aimostier (Alta Viena)
Aimostier (en francès Eymoutiers) és un municipi francès situat al departament de l'Alta Viena i a la regió de la Nova Aquitània.

## Demografia
| 1962                                       | 1968  | 1975  | 1982  | 1990  | 1999  | 2007  |
| ------------------------------------------ | ----- | ----- | ----- | ----- | ----- | ----- |
| 3.021                                      | 3.108 | 2.933 | 2.635 | 2.441 | 2.115 | 2.062 |
| Des de 1962: població sense dobles comptes |       |       |       |       |       |       |

## Administració
| Període   | Identitat       | Partit |
| --------- | --------------- | ------ |
| 1919-1952 | Jules Fraisseix | PCF    |
| 1952-1989 | Jean Fraisseix  | PCF    |
| 1989-     | Daniel Perducat | PS     |

## Agermanaments
- Diespeck
- Saint-Pamphile